# أوركسترا منتصف الليل
أوركسترا منتصف الليل (بالفرنسية: L’orchestre de minuit)‏ هو فيلم درامي كوميدي مغربي من إخراج جيروم كوهن أوليفار سنة 2015، و بطولة كل من جاد المالح، أفيشاي بنعزرا، عزيز داداس، حسن الفد وآخرون.
يستعيد الفيلم جزءا من علاقة اليهود المغاربة المغتربين ببلدهم الأصلي، من خلال قصة يلتقي فيها الواقع بالتخييل من خلال شخصية الموسيقي مارسيل بوطبول.

## القصة
يحكي الفيلم قصة ابن الفنان المغربي اليهودي بوطبول الذي يضرب له والده موعدا في مدينة الدار البيضاء للقاء بعد غيبة طويلة، لكن الفنان الكبير سيرحل مباشرة بعد وصول الابن لينطلق الأخير في رحلة اكتشاف لموروث والده.

## وصلات خارجية
- أوركسترا منتصف الليل على موقع IMDb (الإنجليزية)
- أوركسترا منتصف الليل على موقع ألو سيني (الفرنسية)
- أوركسترا منتصف الليل على موقع فيلمافينيتي (الإسبانية)
- أوركسترا منتصف الليل على موقع قاعدة بيانات الفيلم (الإنجليزية)
- أوركسترا منتصف الليل على موقع ليتربوكسد (الإنجليزية)
- أوركسترا منتصف الليل على موقع كينوبويسك (الروسية)